# Список умерших в 691 году
Список умерших в 691 году — перечень умерших персон в 691 году нашей эры.

## Сентябрь
- 15 сентября — Рустик[итал.], епископ Турина (679—691).

## Дата смерти неизвестна или требует уточнения
- Ибрагим Ибн Малик Аль-Аштар[англ.] — арабский полководец, который служил халифу Али, а затем аль-Мухтару ас-Сакафи, основоположнику шиитов-кайсанитов.
- Мусаб ибн аз-Зубайр[англ.] — губернатор Басры (686—691), сын Зубайра ибн аль-Аввама, известного сподвижника исламского пророка Мухаммеда.
- Со Юаньли — один из чиновников-дознавателей китайской императрицы династии Тан У Цзэтянь, известных как «чиновники-тираны».
- Теодорих III — король франков (673 и 675—690/691) из династии Меровингов.